# توکای پشت‌بلوطی

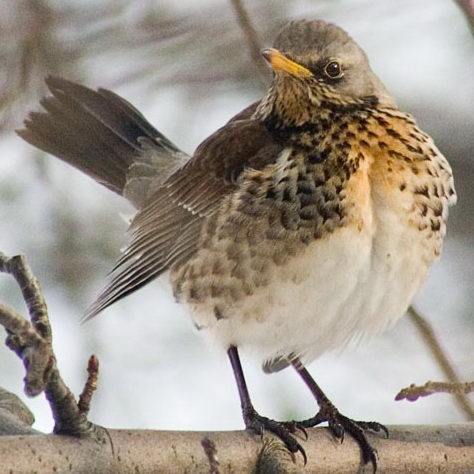
توکای پشت‌بلوطی

توکای پشت‌بلوطی   (نام علمی: Turdus pilaris) یا «باسترک دشتی» پرنده‌ای است به طول ۲۲ تا ۲۷ سانتیمتر و در اروپا و آسیا زندگی می‌کند. این پرنده در ایران نیز وجود دارد.

## نگارخانه

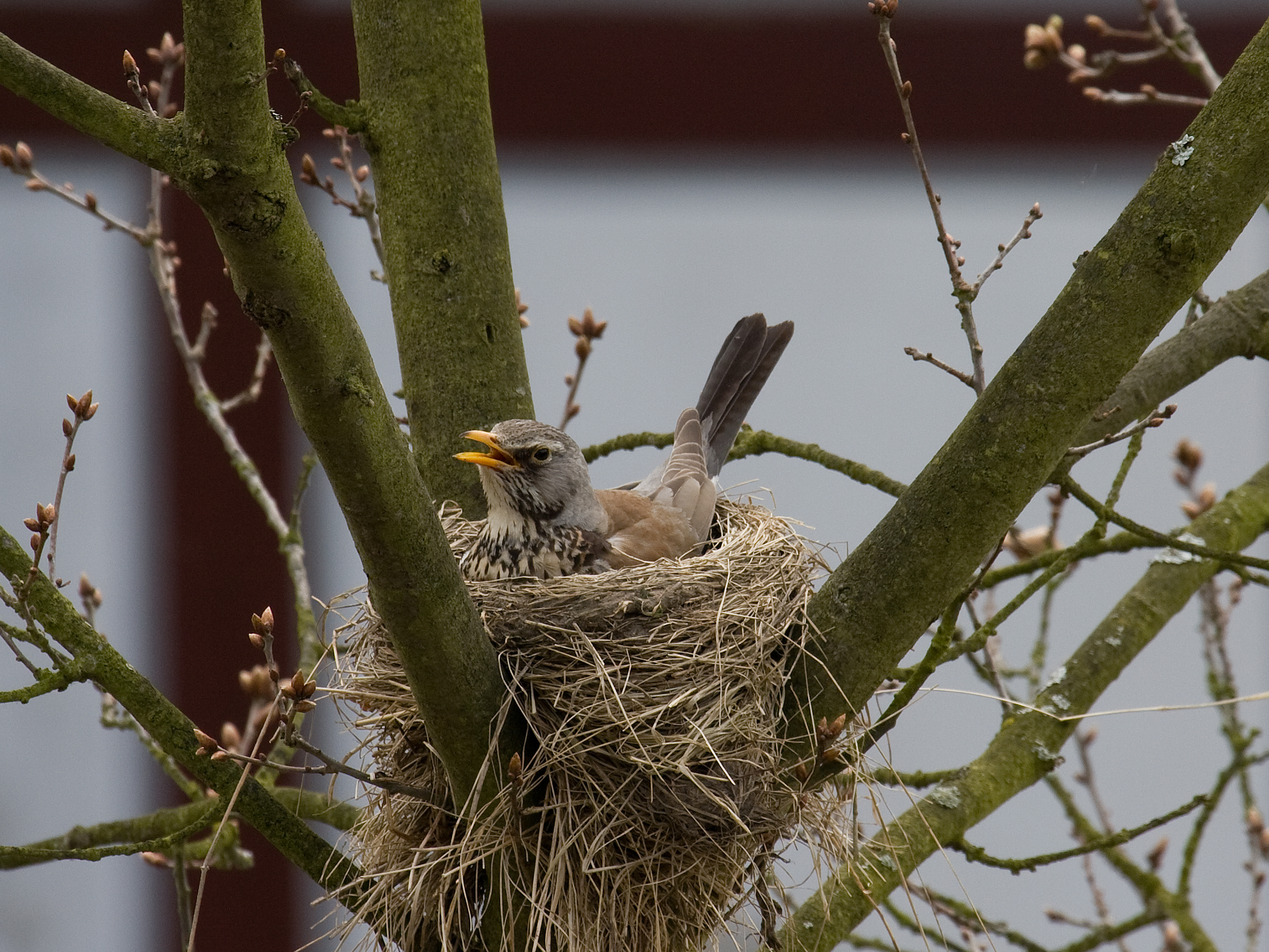
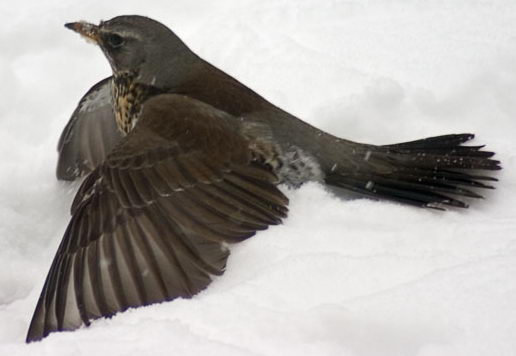
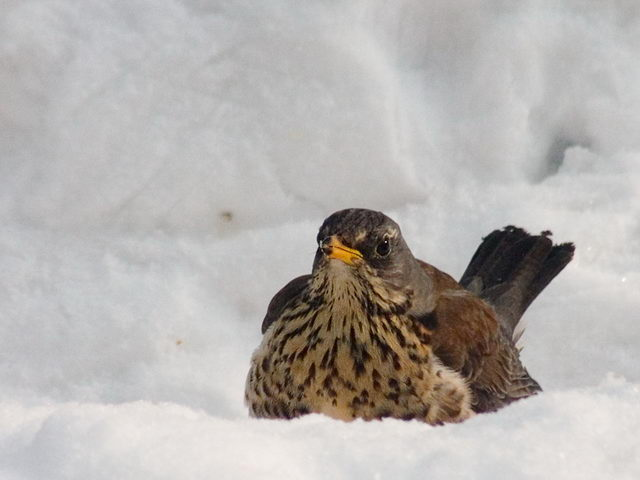
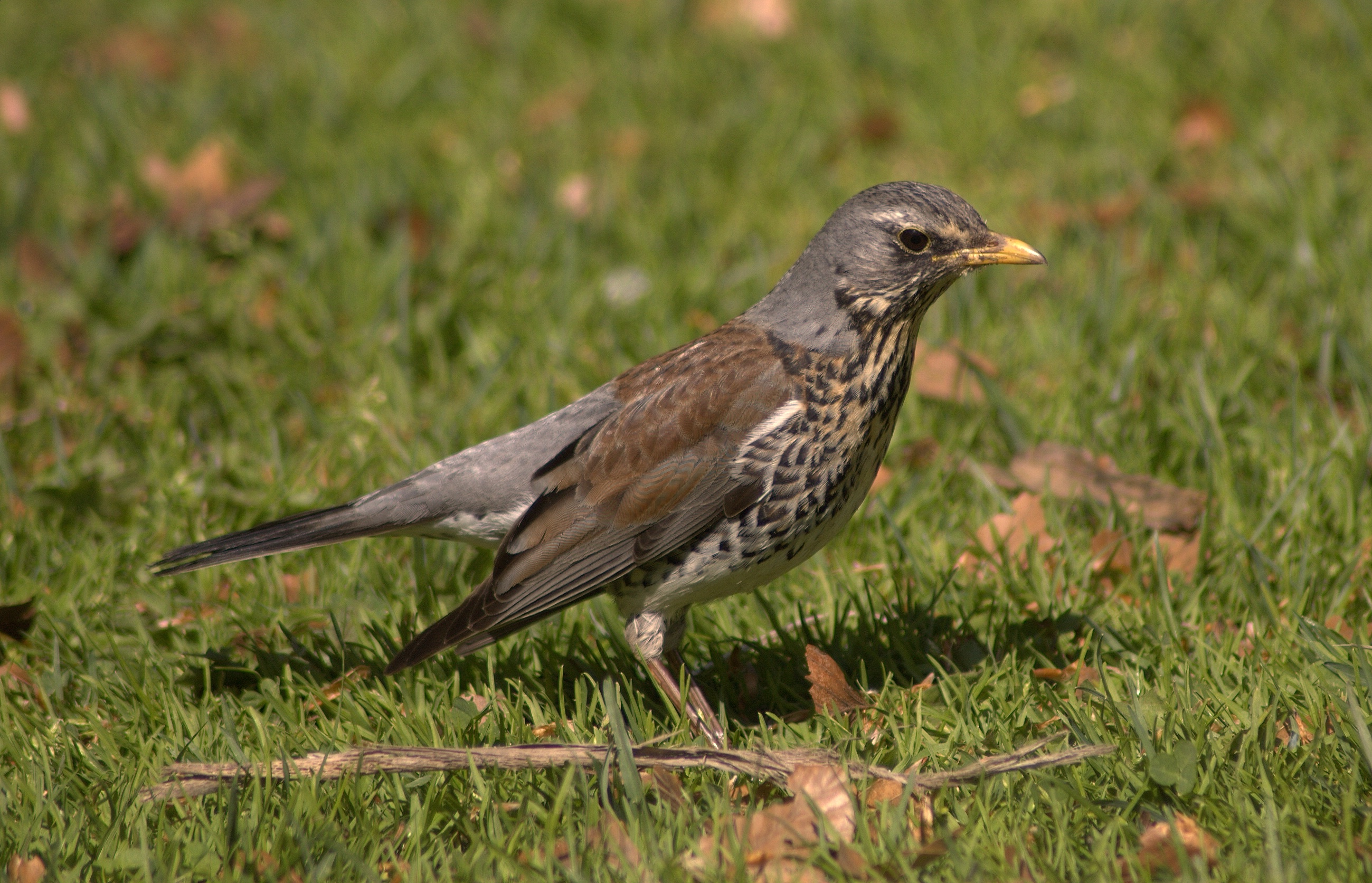
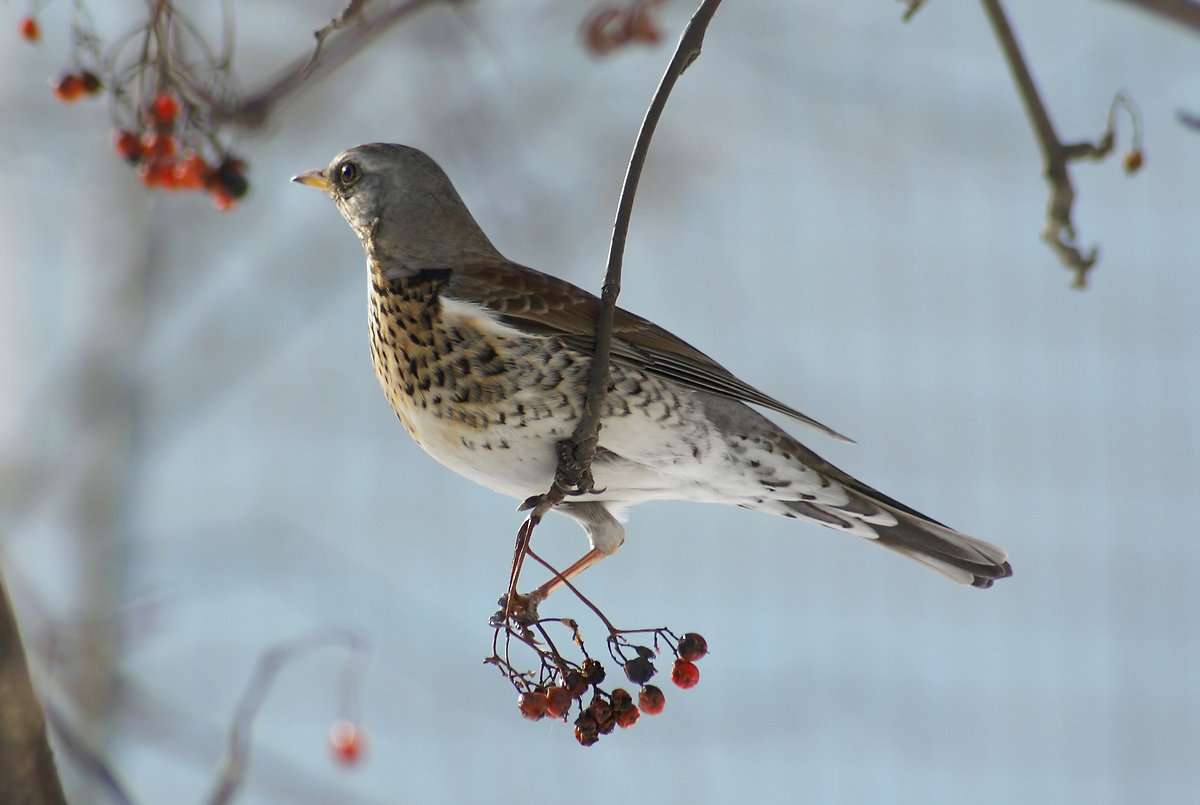
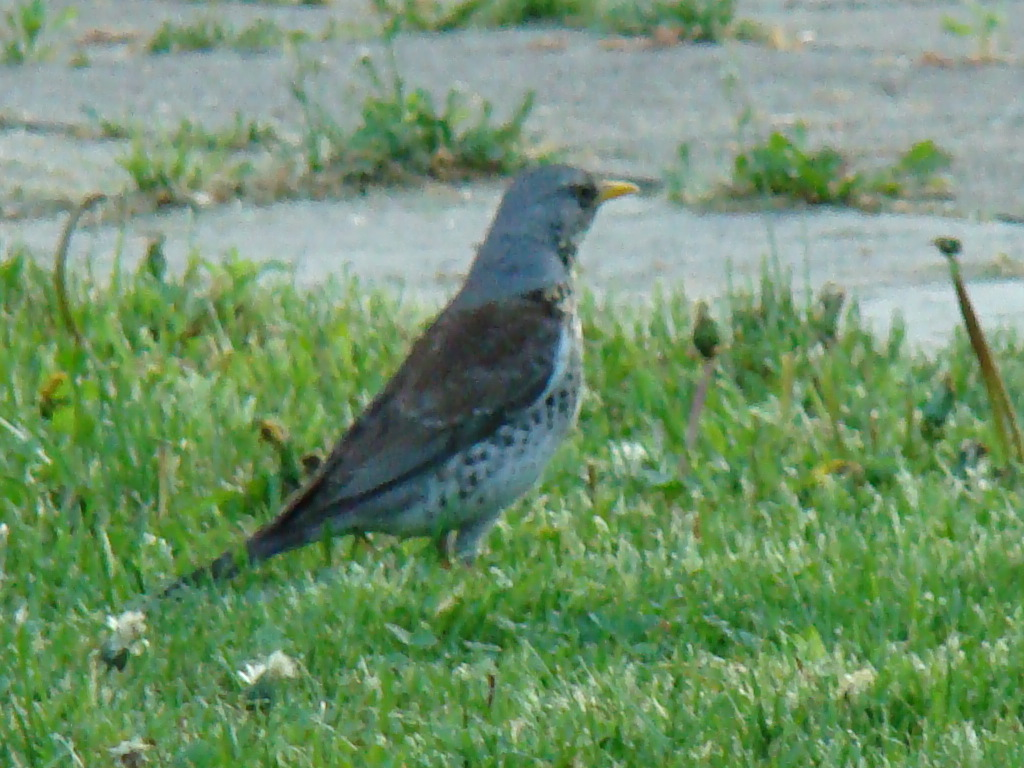
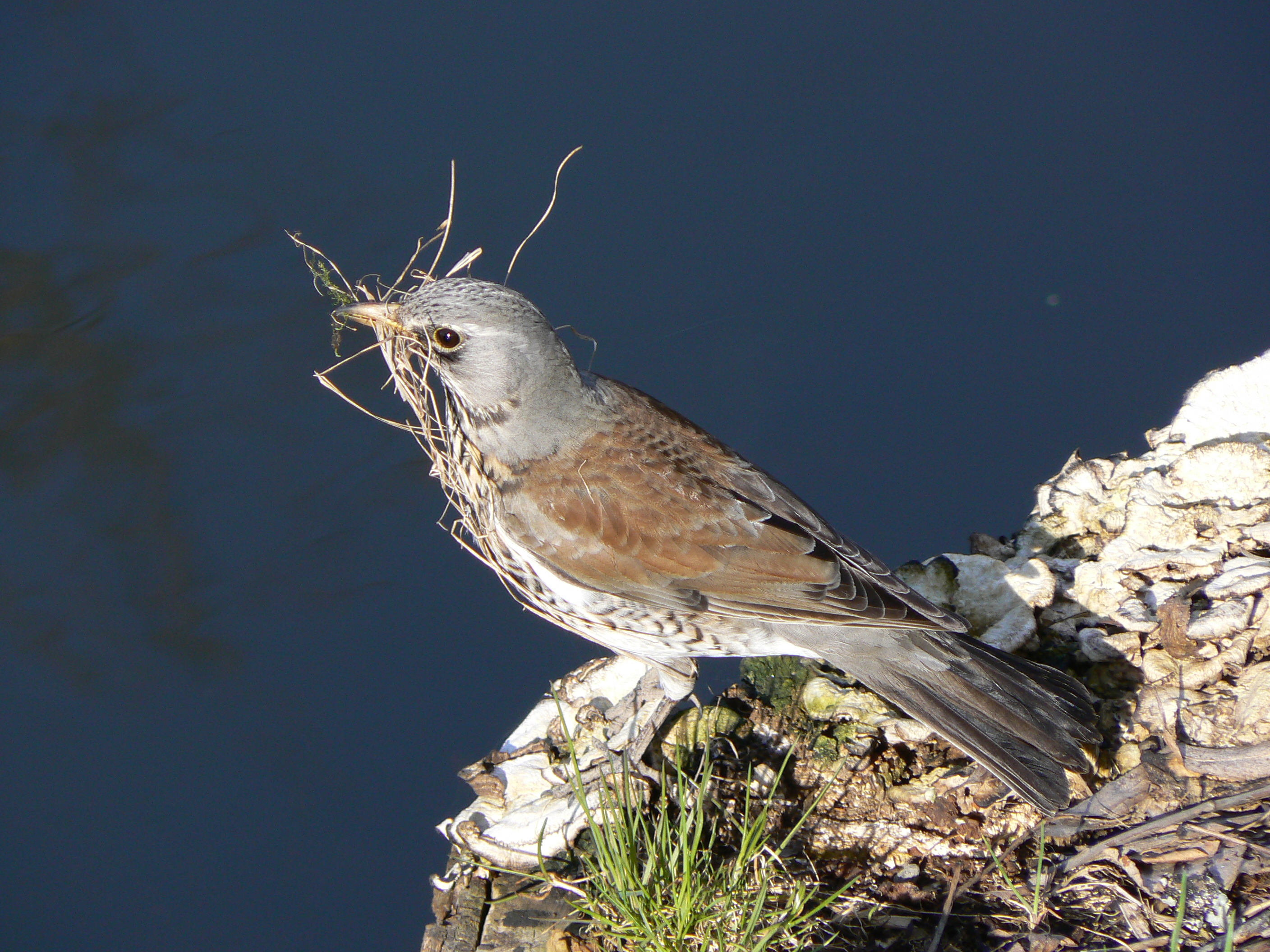
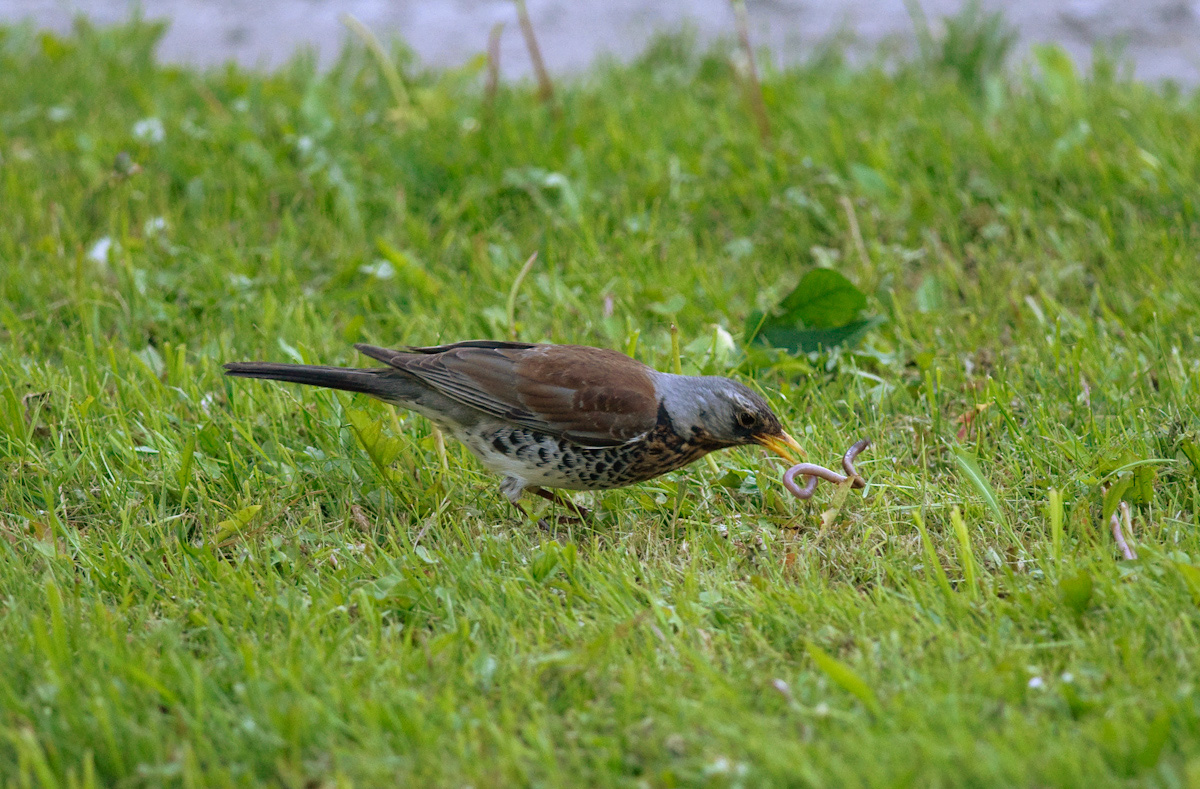
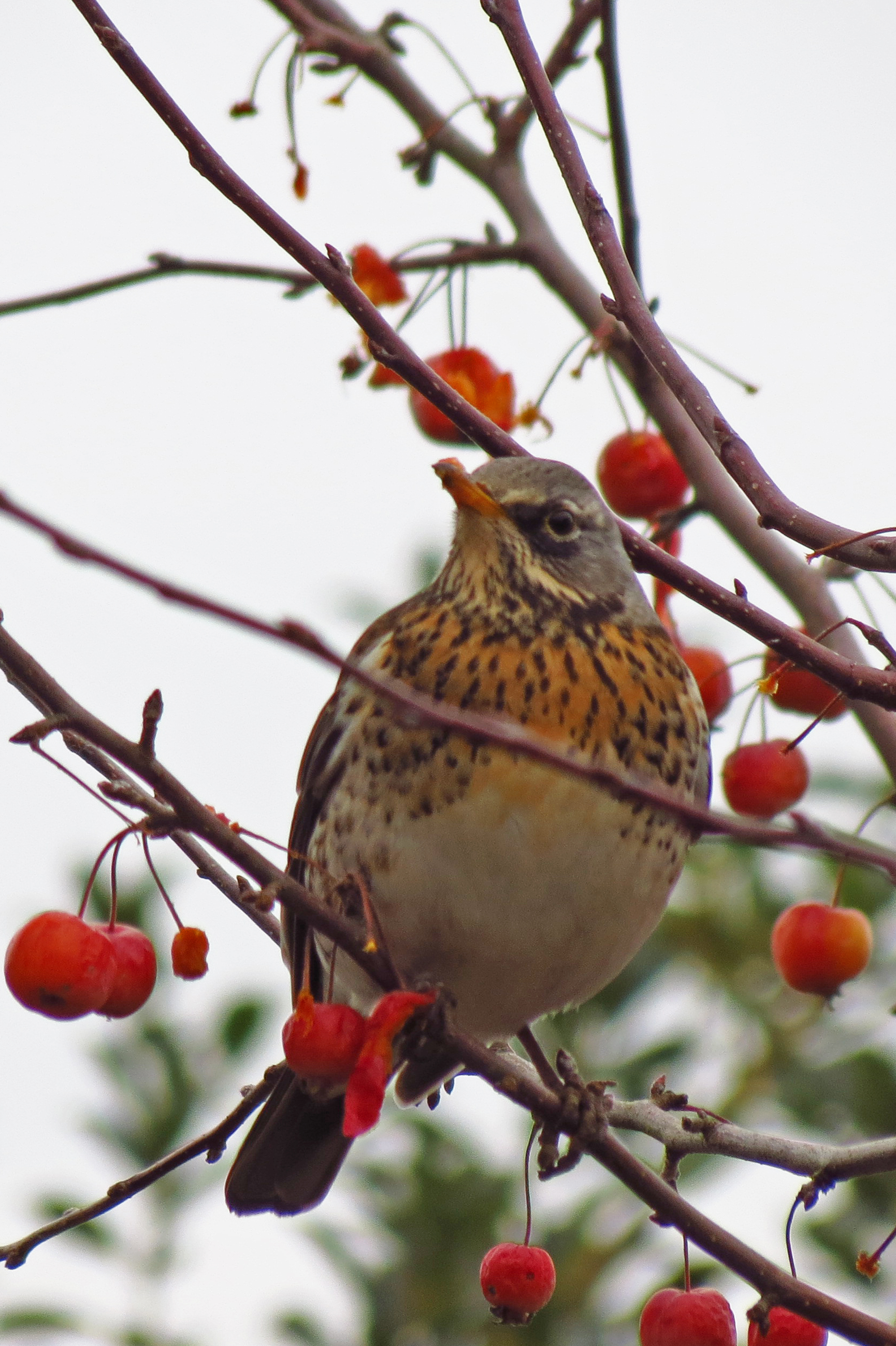
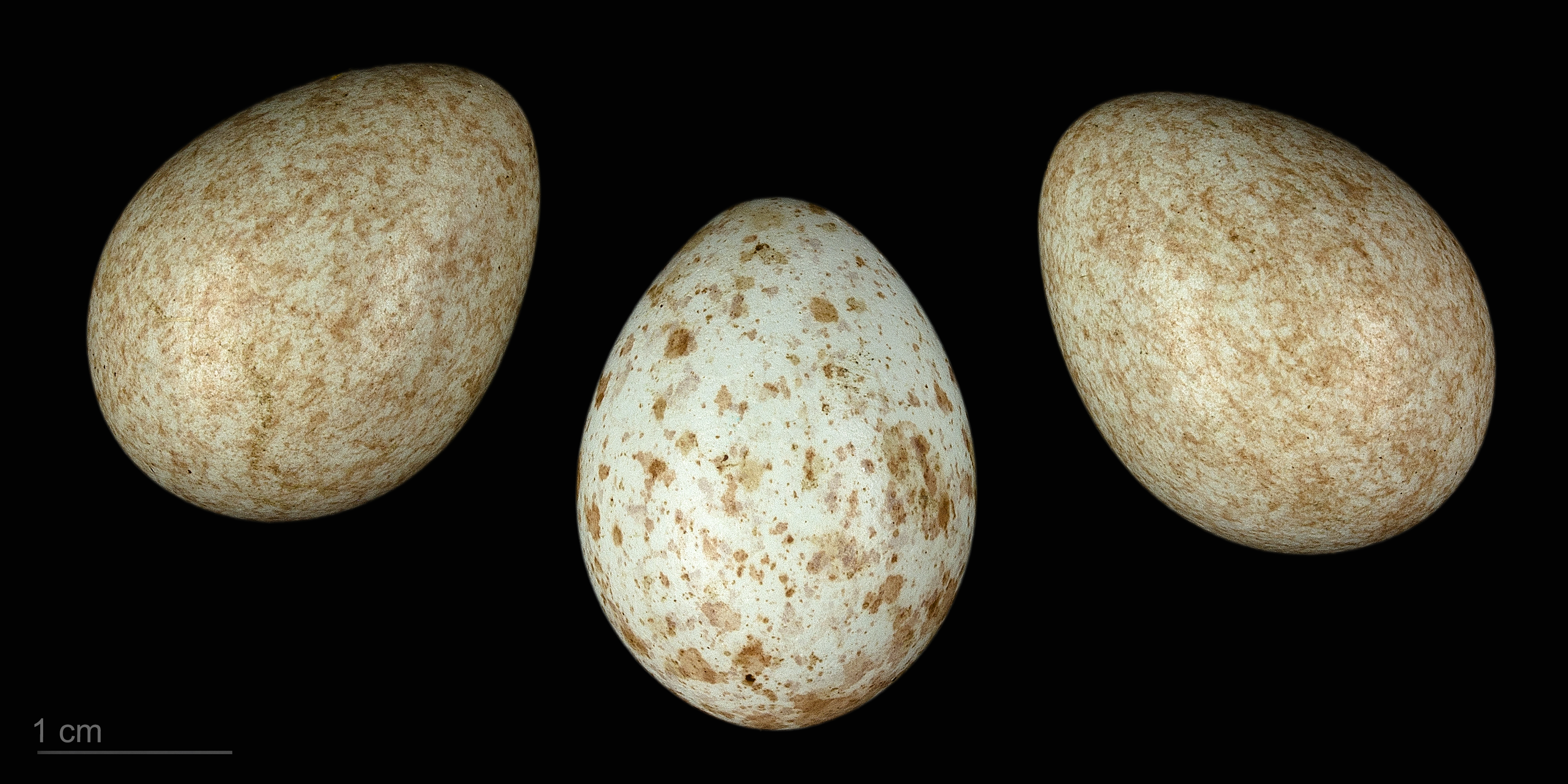
Turdus pilaris